# Медаль «За службу в Железнодорожных войсках»
Меда́ль «За слу́жбу в Железнодоро́жных войска́х» — ведомственная медаль Министерства обороны Российской Федерации, учреждённая приказом Министра обороны Российской Федерации № 330 от 14 августа 2007 года.

## Правила награждения
Согласно Положению медалью «За службу в Железнодорожных войсках» награждаются военнослужащие ЖДВ за добросовестную военную службу в течение 10 лет и более в календарном исчислении при условии награждения знаком отличия военнослужащих ЖДВ «За заслуги», а также лица гражданского персонала ЖДВ, добросовестно прослужившие и (или) проработавшие в ЖДВ 20 лет и более в календарном исчислении. Медалью могут награждаться лица, внесшие значительный вклад в развитие ЖДВ и оказавшие содействие в решении задач, возложенных на ЖДВ.
Награждение медалью производится приказом Министра обороны Российской Федерации по представлению командующего Железнодорожными
войсками в порядке, установленном в Министерстве обороны Российской Федерации. Повторное награждение медалью не производится.

## Описание медали
Медаль изготавливается из металла серебристого цвета и имеет форму круга диаметром 32 мм с выпуклым бортиком с обеих сторон. На лицевой стороне медали: в центре — рельефное изображение средней эмблемы ЖДВ в обрамлении лаврового венка. На оборотной стороне медали: в центре — рельефная надпись в три строки: «ЗА СЛУЖБУ В ЖЕЛЕЗНОДОРОЖНЫХ ВОЙСКАХ»; по кругу — рельефная надпись: в верхней части — «МИНИСТЕРСТВО ОБОРОНЫ», в нижней части — «РОССИЙСКОЙ ФЕДЕРАЦИИ».
Медаль при помощи ушка и кольца соединяется с пятиугольной колодкой, обтянутой шёлковой муаровой лентой шириной 24 мм. С правого края ленты — оранжевая полоса шириной 10 мм, окаймлённая чёрной полосой шириной 2 мм, левее — зелёные полосы шириной по 4 мм, разделённые чёрной полосой шириной 4 мм.

## Награждённые
- См. категорию: Награждённые медалью «За службу в Железнодорожных войсках»